# Villers-sur-Saulnot
Villers-sur-Saulnot é uma comuna francesa na região administrativa de Borgonha-Franco-Condado, no departamento de Alto Sona. Estende-se por uma área de 2,37 km². Em 2010 a comuna tinha 144 habitantes (densidade: 60,8 hab./km²).